# Violetter Myxomycetenpustelpilz
Der Violette Myxomycetenpustelpilz (Nectriopsis violacea, Syn.: Nectria violacea) ist ein Schlauchpilz aus der Ordnung der Krustenkugelpilzartige (Hypocreales), der parasitisch auf der Gelben Lohblüte lebt.

## Merkmale

### Makroskopische Merkmale
Das Aethalium des Wirtes, der Gelben Lohblüte, ist vollständig von einem blassvioletten Hyphengeflecht überwachsen, das durch die dicht gesäten, ins Mycelium eingesenkten, dunkelvioletten Perithecien punktiert erscheint. Diese sind 0,2 bis 0,4 mm breit, rundlich bis birnenförmig, außen behaart und besitzen nur eine dünne Zellwand.

### Mikroskopische Merkmale
Die zylindrischen Schläuche messen (40) 50–60 × 3–5 Mikrometer. Darin befinden sich jeweils acht zylindrische Sporen, die 5–6 × 2–2,5 Mikrometer erreichen. Sie sind einfach septiert, glatt und hyalin.
Die Chromosomenzahl beträgt n = 4.

### Merkmale auf Nährmedien
Die Kolonie wächst auf Maismehl-Dextrose-Agar ungefähr 2–3 cm in einer Woche, mit einem weißen, am Rand leicht gewellten Mycelium, das nur wenig Luftmycel ausbildet. Auf Hafermehlagar wird in einer Woche ein filziges Mycel mit einem Durchmesser von 3 bis 5 cm gebildet, das aus konzentrischen Ringen besteht. Auf sogenanntem V8-Agar ist das Mycel ebenfalls filzig, aber in der Mitte violett und nur zum Rand hin weißlich. Auf allen drei Nährmedien werden als Konidiophoren unverzweigte bzw. zu zweit oder zu dritt zusammenstehende, glatte Phialiden gebildet. Sie sind 30–50 Mikrometer lang und zur Spitze hin leicht verjüngt. Dort werden in einzelnen, schleimigen Köpfchen die elliptischen Konidien gebildet. Diese sind glattwandig, hyalin, und messen 6–9,5 × 2–3 Mikrometer.

## Artabgrenzung
Der Violette Myxomycetenpustelpilz ist durch seine Färbung und sein Vorkommen auf der Gelben Lohblüte beinahe unverwechselbar. Allerdings  kommt der nahe verwandte Nectriopsis nigricans ebenfalls auf der Gelben Lohblüte vor, hat aber weiße Perithecien und eine weißliche Hyphenmatte.

## Ökologie und Verbreitung

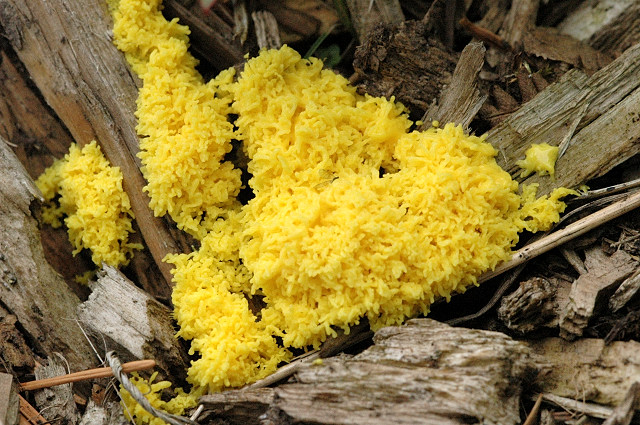
Die Gelbe Lohblüte ist der einzige Wirt von Nectriopsis violacea

Nectriopsis violacea wächst ausschließlich auf der Gelben Lohblüte (Fuligo septica). Er ist relativ selten und im Sommer und Herbst anzutreffen. Die Art ist in Europa und Nordamerika weit verbreitet, besonders in Sümpfen, wo die Gelbe Lohblüte auf Sphagnum lebt.

## Systematik
Nectriopsis violacea wurde erstmals von Schmidt 1817 beschrieben und von Fries dann als Sphaeria violacea publiziert. Lange wurde die Art dann zur Gattung Nectria gestellt. Maire stellte die Art dann 1911 zur Gattung Nectriopsis. Diese Gattung beinhaltet Arten, die runde oder schwach spitze Ascosporen und in ein Hypengeflecht eingebettete Perithecien besitzen.
Die Nebenfruchtform wurde als Acremonium fungicola 1971 beschrieben.